# Elefant Records
Elefant Records es un sello discográfico independiente creado en 1989 por Luis Calvo y Montse Santalla.
Especializada en indie pop la compañía ha editado, incluyendo álbumes y epés, más de 500 referencias desde su fundación. Artistas como La Casa Azul, Camera Obscura,  Álex Cooper, Carlos Berlanga, Vainica Doble, Nosoträsh o Los Planetas han publicado álbumes en el sello.

## Historia

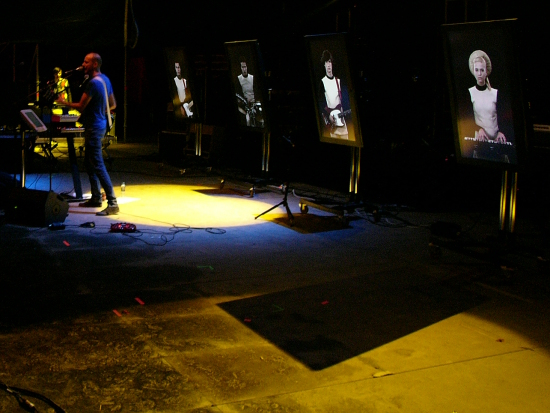
Concierto de La Casa Azul, uno de los grupos emblemáticos del sello

La publicación del fanzine La línea del arco (1989) supone el inicio de la actividad de Elefant Records. Desde ese momento Calvo y Santalla comienzan a publicar discos y materiales de solistas y grupos musicales independientes que tenían dificultades para publicar sus propuestas.

"Había un hueco. A finales de los ochenta toda la ola independiente estaba muerta y había necesidad de sellos para los nuevos grupos. Hicimos un fanzine -La línea del arco- y, a raíz de ello, empezamos a publicar discos y cosas de los grupos que nos gustaban"
Luis Calvo (2014) 

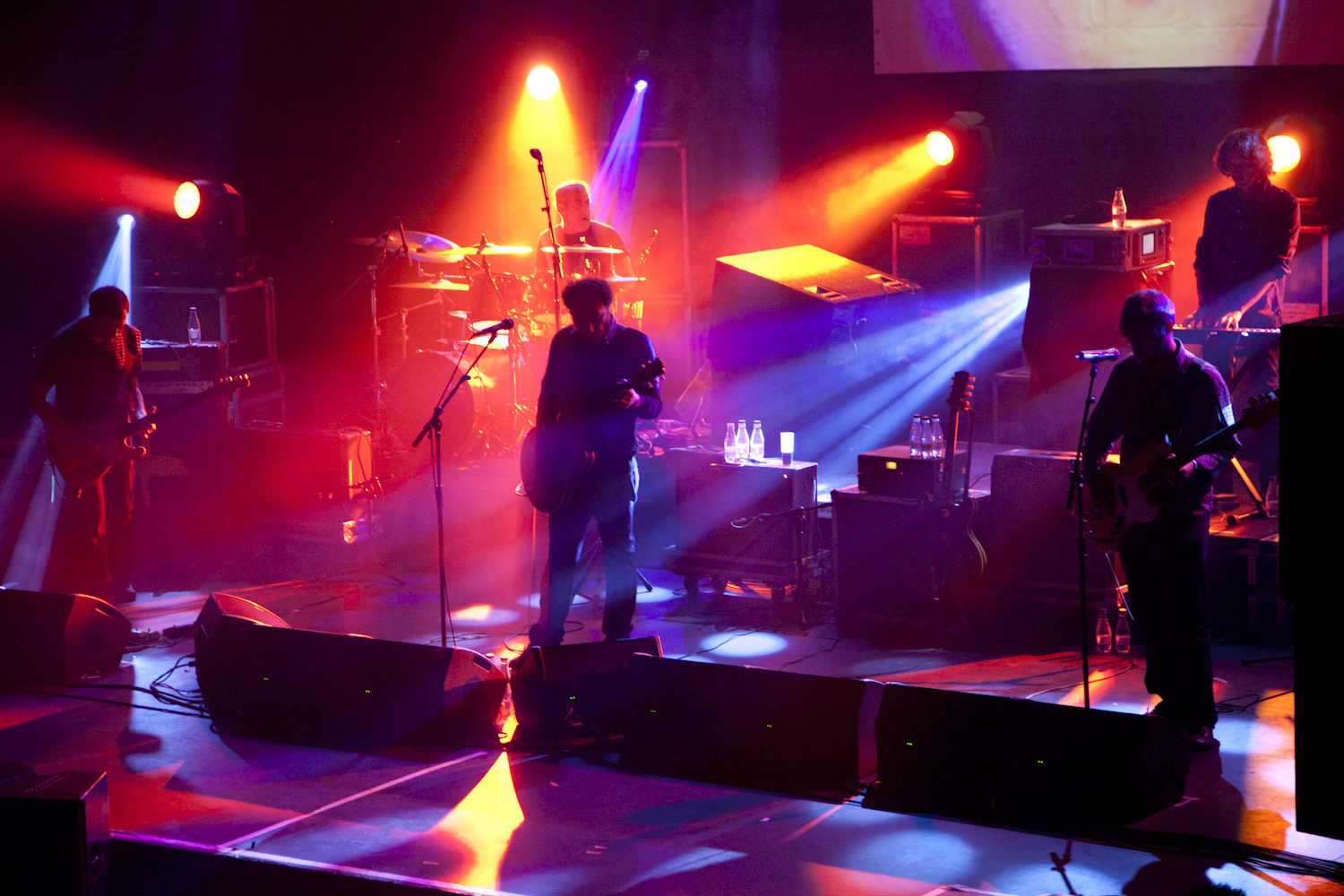
Los Planetas editaron su primera grabación en Elefant Records

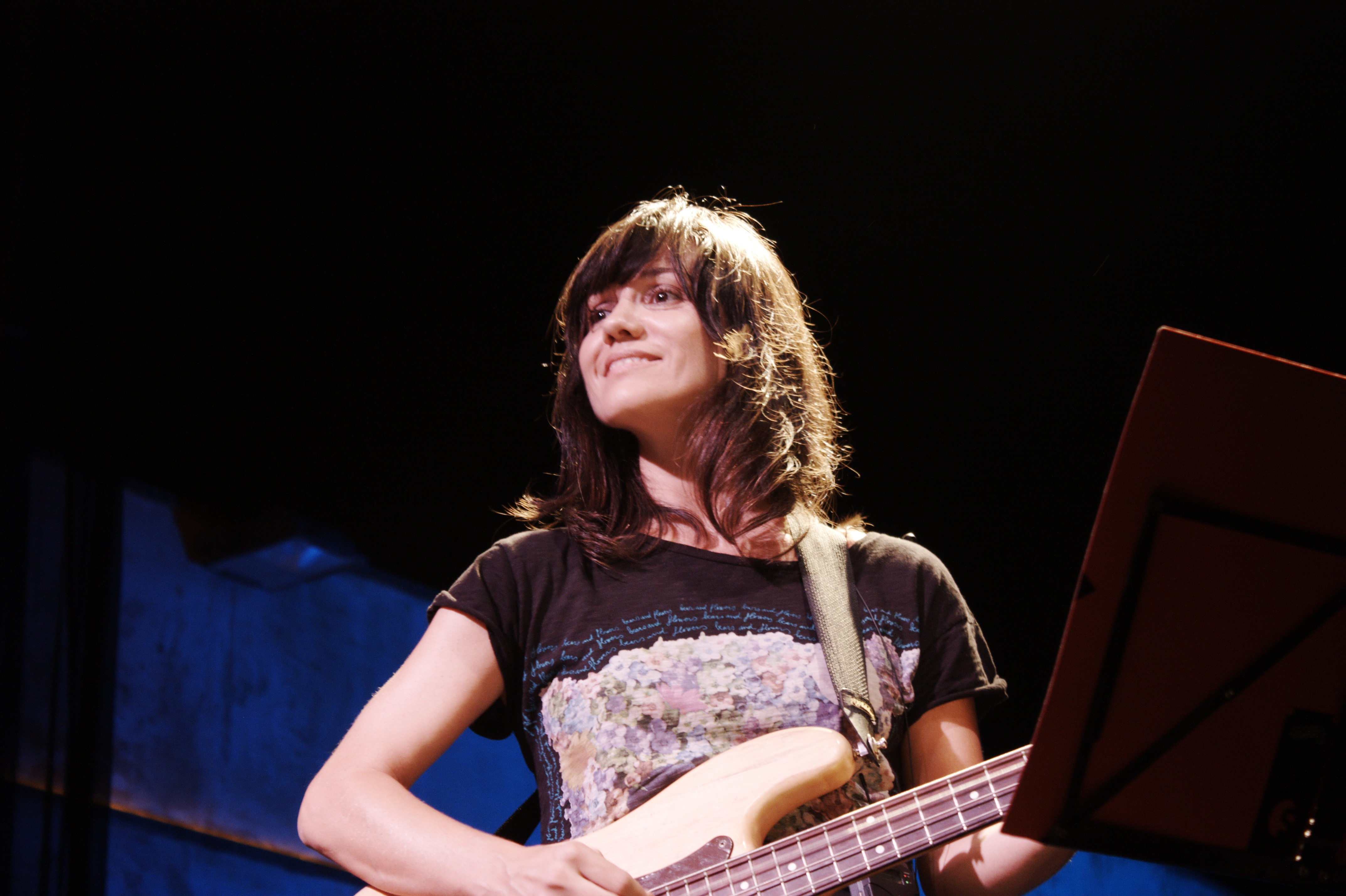
Ana Fernández-Villaverde (artísticamente La Bien Querida) en una actuación en vivo

Con un criterio musical bien definido, centrado en el pop alternativo, Elefant Records se ha convertido en uno de los sellos españoles independientes de mayor presencia en el panorama musical nacional e internacional. En su órbita se han realizado diversas actividades como la organización de giras musicales (Noise Pop 92), programación musical (Festival Internacional de Benicasim) o programas de radio y televisión (Viaje a los sueños polares) reflejo de una actividad incansable y apasionada por la música siempre con miras más allá de las fronteras españolas. 

"Viaje a los Sueños Polares poco a poco fue reclutando fans por toda España (…) durante los más de once años que duró el programa en antena los resultados de audiencia fueron sensacionales (…) además de la programación habitual con los lanzamientos discográficos, la actualidad y los programas temáticos, por el estudio pasaron para dejar Sesiones Polares, sesiones acústicas únicas, artistas de primera fila del pop internacional además de muchos de los protagonistas de la escena independiente española. (…) Muchos los invitados que se acercaron al programa para charlar con nosotros y ofrecernos una selección de sus canciones favoritas, no sólo músicos, también artistas y oyentes de programa."
Luis Calvo (2013) 

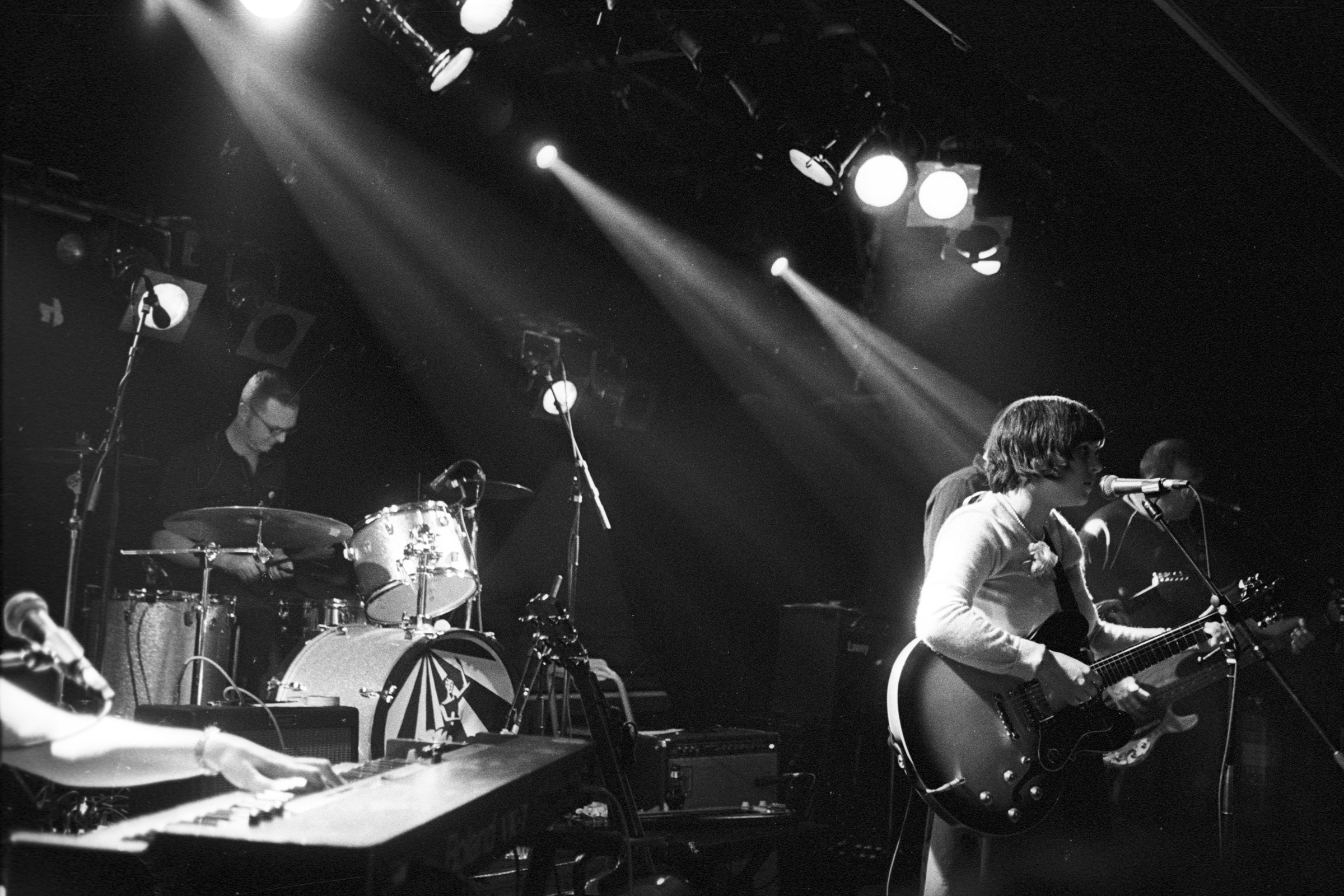
El grupo escocés Camera Obscura han editado varias referencias en el sello

Numerosos grupos y solistas, tanto españoles como extranjeros, han publicado sus discos en Elefant como Family, Le Mans, Los Flechazos, Los Planetas, Nosoträsh, Carlos Berlanga, Vainica Doble, Trembling Blue Stars, La Casa Azul, Camera Obscura, Single, Helen Love, Astrud, Cooper, Heavenly, Papa Topo, La Bien Querida u Oviformia. Junto a ellos el sello ha ido creciendo hasta convertirse en una referencia mundial en el panorama indie pop. 

"Somos un sello de pop muy influenciado por los sesenta, por la música francesa, por la bossa nova, por la música electrónica, el europop, el dance pop. Y no, no tenemos heavy metal, no me gusta nada"
Luis Calvo (2014) 

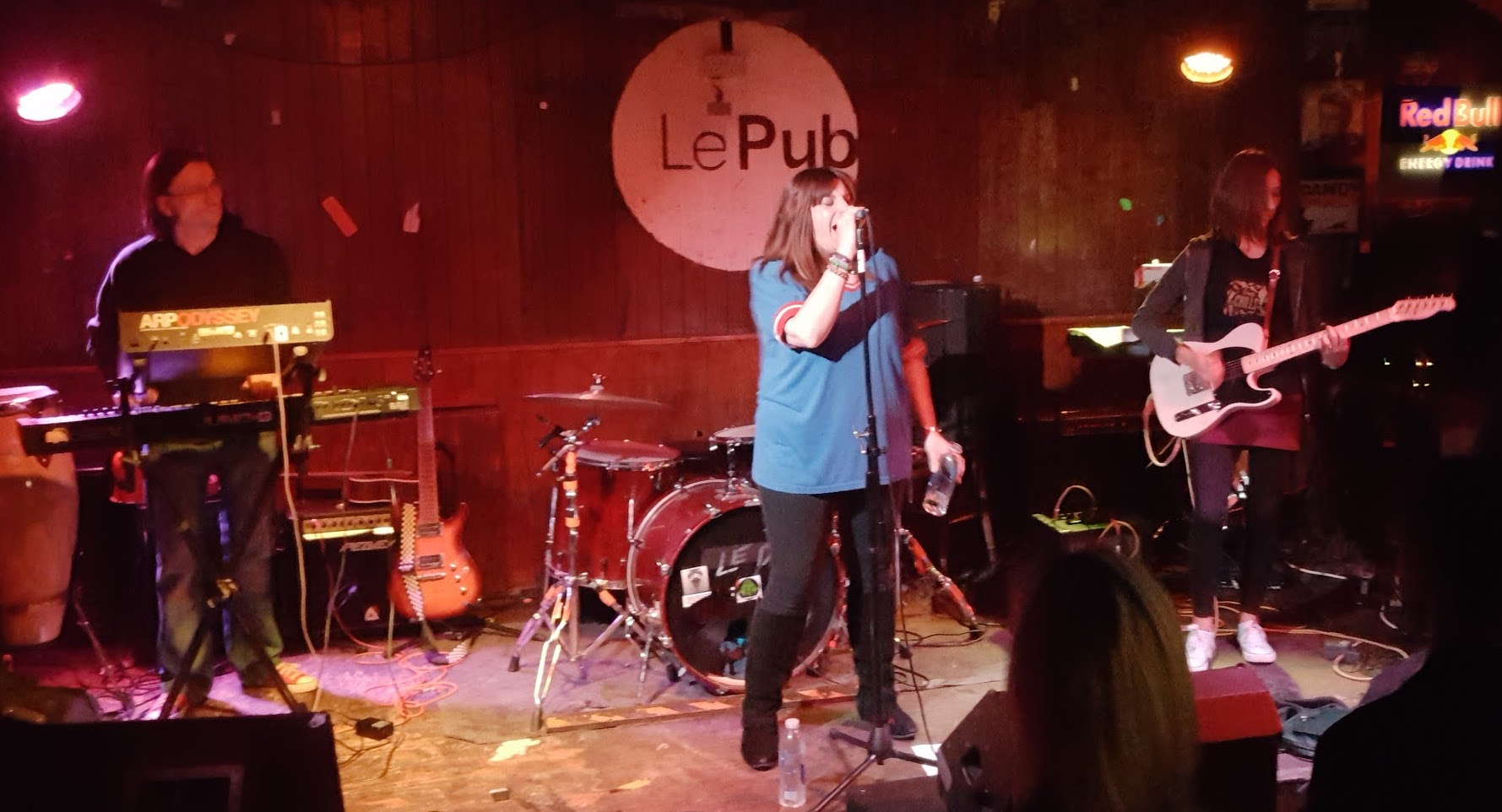
La primera referencia del grupo galés Helen Love publicado en Elefant Records fue en 2006

También el sello se ha caracterizado por apostar por artistas desconocidos, como PutoChinoMaricón, que publica en la serie New Adventures in Pop creada para apoyar el lanzamiento de artistas emergentes que se alinean totalmente con la filosofía del sello.

"Somos una empresa muy profesional pero tenemos un espíritu de hobby. Trabajamos en casa, somos tres personas y eso nos permite tener un contacto muy cuidado con nuestros artistas"
Luis Calvo (2014) 

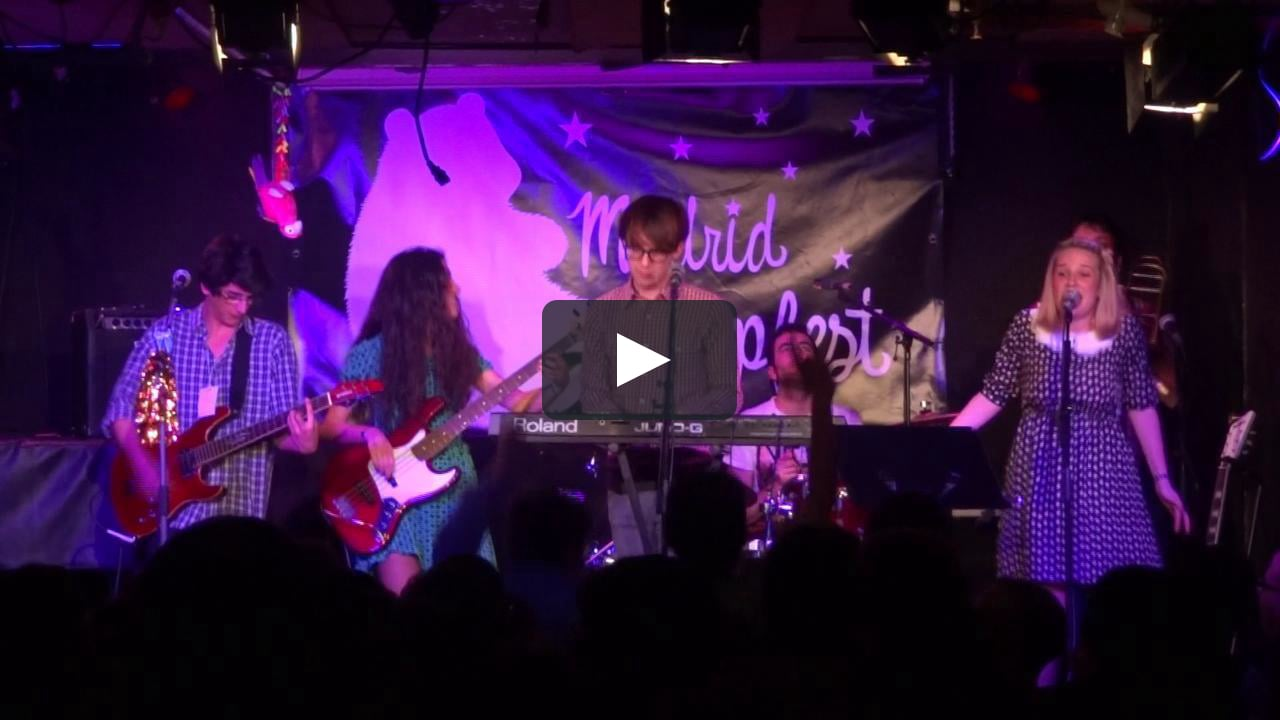
Eclécticos y diversos, Papa Topo, han publicado varios sencillos y un álbum

En 2014 se celebró el 25 aniversario del sello con el lanzamiento de todo su catálogo a la plataforma Bandcamp. En él se encuentran los discos de Beef, EP de Sr. Chinarro o el álbum tributo a Galaxie 500 entre otras referencias editadas por el sello. Todo está disponible para su escucha en línea con la posibilidad de comprarlo en formato digital. 

"En Europa podemos estar a la cola en las ventas físicas de discos por la piratería, pero tenemos eventos, conciertos, giras, publicación de discos...Es uno de los países más fuertes junto con Inglaterra y Alemania en el ámbito musical. Se ven muchas cosas, hay muchos fans, mucho movimiento, muy por encima de Francia o Italia"
Luis Calvo (2014) 

## Artistas notables
| - Astrud - Aventuras de Kirlian - Axolotes Mexicanos - Band À Part - Beef - BMX Bandits - Cariño - Camera Obscura - Carlos Berlanga - Cooper - El Sueño De Otros - Entre Ríos - Family - Fitness Forever - Heavenly - Juniper Moon - La Bien Querida - La Casa Azul - La Monja Enana - Le Mans - Les Très Bien Ensemble - Los Bonsáis | - Los Flechazos - Los Planetas - Lucky Soul - Mirafiori - Modular - My Little Airport - Niza - Nosoträsh - Papa Topo - PUTOCHINOMARICÓN - Serpentina - Shar Peis - Silvania - Speedmarket Avenue - Spring - Stereo Total - The Frank and Walters - The Magic Theatre - The School - Vainica Doble - Wild Balbina |